# 喉方膜
喉方膜（larynx: quadrangular membrane、方形膜、四方膜、四角膜）屬於喉內（intrinsic laryngeal）構造的一個粘膜下層。它包含楔形軟骨。膜在會厭的側面方向和及杓狀軟骨的兩側之間展開。喉方膜下邊緣地帶是前庭襞，即是被黏膜覆蓋時的前庭韌帶。而其上邊界位於杓狀會厭襞。

## 外部連接
- （英文）lesson11 在韦斯利诺曼的解剖课上（乔治城大学） (larynxmembranes)